# بيت تونغ
بيت مايكل تونغ (Pete Michael Tong) (بالإنجليزية: Pete Tong)‏ أو اغتصارا فقط بيت تونغ (Pete Tong) من مواليد 30 يوليو 1960. هو دي جي و منتج أسطوانات إنجليزي.

## روابط خارجية
- بيت تونغ على موقع IMDb (الإنجليزية)
- بيت تونغ على موقع ميوزك برينز (الإنجليزية)
- بيت تونغ على موقع أول ميوزيك (الإنجليزية)
- بيت تونغ على موقع ديسكوغز (الإنجليزية)
- بيت تونغ على موقع قاعدة بيانات الفيلم (الإنجليزية)